# Kotor Varoš
Kotor Varoš (serbisch-kyrillisch Котор Варош) ist eine Kleinstadt in Bosnien und Herzegowina und Hauptort der gleichnamigen Gemeinde mit 22.000 Einwohnern. Seit 1995 (festgelegt im Abkommen von Dayton) gehört sie zur Republika Srpska.

## Geschichte
Die heutige Stadt entwickelte sich aus der mittelalterlichen Stadt Kotor und der im 16. Jahrhundert gegründeten Siedlung Varoš (ungar. für „Stadt“).

## Geographie
Kotor Varoš liegt im Tal der Vrbanja etwa 35 km südöstlich von Banja Luka. Das 560 km² große Gemeindegebiet erstreckt sich auf einer Höhe von 220 m (Nordwesten) bis 1.739 m (Südosten, Vlašić-Gebirge). Rund um Kotor Varoš liegen weitere, niedrigere Mittelgebirge: im Norden der Uzlomac, im Osten die Borja, im Westen die Čemernica.
Benachbarte Gemeinden sind Čelinac, Kneževo, Teslić und Travnik.

## Bevölkerung
Bei der Volkszählung 1991 hatte die Gemeinde Kotor Varoš 36.853 Einwohner, darunter
- Serben: 14.056 (38,14 %)
- Bosniaken: 11.090 (30,09 %)
- Kroaten: 10.695 (29,02 %)
- Jugoslawen: 745 (2,02 %)
- Andere: 267 (0,73 %)

Im Hauptort lebten 10.885 Menschen, darunter
- Kroaten: 5.205 (47,82 %)
- Serben: 2.735 (25,13 %)
- Bosniaken: 2.256 (20,73 %)
- Jugoslawen: 555 (5,10 %)
- Andere: 134 (1,23 %)

Keine ethnische Gruppe stellte die absolute Mehrheit der Einwohner.
Die Gemeinde umfasst insgesamt 43 Orte: Baština, Bilice, Boljanići, Borci Donji, Borci Gornji, Ćorkovići, Duratovci, Garići, Grabovica, Hadrovci, Hrvaćani, Hanifići, Jakotina, Kotor Varoš, Kruševo Brdo I, Kruševo Brdo II, Donje Liplje, Maljeva, Maslovare, Novo Selo, Obodnik, Orahova, Palivuk, Plitska, Podbrđe, Podosoje, Postoje, Prisočka, Radohova, Raštani, Ravne, Rujevica, Selačka, Sokoline, Stopan, Šibovi, Šiprage, Tovladić, Vagani, Varjače, Večići, Viševice, Vranić, Vrbanjci, Zabrđe und Zaselje.

## Verkehr
Im Tal der Vrbanja verläuft die Magistralstraße M4 (Banja Luka–Teslić–Doboj), von der Nebenstraßen nach Skender Vakuf und (in Obodnik) nach Šiprage abzweigen.

## Sport
Die Herrenmannschaft des Handballvereins RK Kotor Varoš spielt 2008/2009 in der Premijer Liga. Die Teams des Fußballvereins FK Mladost und des Basketballvereins KK Mladost spielen jeweils in der (drittklassigen) 2. Liga der Republika Srpska.

## Persönlichkeiten
- Zoran Gopčević (1955–2000), Wasserballspieler

## Söhne und Töchter
- Berislav Grgić (* 15. Februar 1960), katholischer Bischof, emeritierter Prälat der Territorialprälatur Tromsø, Norwegen
- Mateo Kovačić (* 1994), Fußballspieler
- Senijad Ibričić (* 1985), Fußballspieler